# Episodi di Utopia (serie televisiva 2013) (seconda stagione)
La seconda stagione della serie televisiva Utopia viene trasmessa in prima visione nel Regno Unito su Channel 4 dal 14 luglio 2014.
In Italia la stagione non è visibile.
| nº | Titolo originale | Titolo italiano | Prima TV UK    | Prima TV Italia |
| -- | ---------------- | --------------- | -------------- | --------------- |
| 1  | Episodio 1       |                 | 14 luglio 2014 | Inedito         |
| 2  | Episodio 2       |                 | 15 luglio 2014 | Inedito         |
| 3  | Episodio 3       |                 | 22 luglio 2014 | Inedito         |
| 4  | Episodio 4       |                 | 29 luglio 2014 | Inedito         |
| 5  | Episodio 5       |                 | 5 agosto 2014  | Inedito         |
| 6  | Episodio 6       |                 | 12 agosto 2014 | Inedito         |

## Trama degli Episodi

### Episodio 1
- Scritto da: Dennis Kelly

L'episodio si apre con un telegiornale italiano, condotto da Bruno Vespa, che dà la notizia della morte di Aldo Moro: "Aldo Moro è stato assassinato". La scena si sposta a Roma, è il 1979. Una piccolissima Jessica Hyde è intrattenuta da suo padre, Philip Carvel (Tom Burke), e alcuni suoi disegni. La bambina viene lasciata momentaneamente in compagnia di un uomo, mentre il padre entra in un'auto li ferma ad aspettarlo: al suo interno vi è una giovanissima Milner (interpretata da Rose Leslie). Questa afferma che un documento contenente la vera identità di Mr. Rabbit sia stato inviato al giornalista italiano Mino Pecorelli, anche lui presente nell'auto. Mino sarebbe stato il giornalista che aveva accusato la CIA per la morte di Aldo Moro per conto del Network. Il dialogo avviene principalmente tra Carvel e la Milner, mentre Mino, viene interpellato con un rapido scambio di battute che lui non capisce, essendo italiano e non parlando la lingua inglese. Lo scienziato aveva provato ad avvisare i media locali dell'esistenza del Network, svelando quindi l'identità della persona al suo vertice, ma purtroppo, il documento era stato inviato a un giornalista legato al Network stesso. Vistosi quindi scoperto, Carvel rivela alla Milner di aver finalmente completato il Giano-Virus. A questo punto Mino viene ucciso da un sicario esterno all'auto e la Milner pone un ultimatum allo scienziato: dovrà dargli il Giano-Virus o avrebbe torturato sua figlia Jessica.
Cinque anni prima, 1974: Carvel ha un litigio con sua moglie Brosca, perché loro figlio Pietre risulta apatico e non in grado di provare emozioni, e la donna dà la colpa allo scienziato e ai suoi esperimenti. Compreranno anche un coniglietto, per smuovere un po' loro figlio, ma senza risultati. Carvel ucciderà il coniglietto di fronte a suo figlio, per provare a smuoverlo, ma anche in questo caso Pietre rimarrà impassibile. Carvel dunque va a una festa segreta cui partecipano politici, capi di stato e scienziati e qui conosce la Milner, cui spiega le sue idee sull'inevitabile rovina che incombe sull'uomo a causa del suo rapido sviluppo e lei sembra condividere le sue stesse idee. La Milner procura un laboratorio e un'équipe per le sue ricerche a Carvel, che dopo qualche sessione di lavoro arriva alla scoperta della proteina Giano. Nel frattempo il legame tra Carvel e la Milner si fa sempre più solido, al punto che i Carvel invitano la Milner e il suo compagno Tom a cena. Dopo il pasto Tom e la Milner si concedono alla lussuria e Carvel vedendoli ha come un fremito di gelosia, raggiunge la moglie e ha un rapporto con lei. Al termine dell'amplesso questa rivelerà al marito che è incinta. Intanto la condizione di Pietre non migliora e Brosca decide di comprare un nuovo coniglietto al bambino, coniglietto che farà la stessa fine del precedente, questa volta per mano dello stesso Pietre: la mamma lo scoprirà e terrorizzata dalla scena pulirà tutto sperando di cancellare ogni traccia. 
La Milner decide che è tempo di eliminare i collaboratori di Carvel poiché ormai vicini al termine del progetto e a conoscenza di troppe cose: inscena quindi una fuga di gas e fa saltare in aria il laboratorio. Carvel fa visita a Tom, il compagno della Milner, molto malato, e al suo ritorno a casa viene fermato dalla polizia per presunta crudeltà su minore. Data la sua posizione, la Milner riesce a farlo uscire di prigione e Carvel le confessa di aver condotto degli esperimenti su suo figlio Pietre: le sue intenzioni originali erano quelle di ridurre la violenza nel subconscio di un soggetto, e non avendo cavie aveva usato suo figlio, ma il suo esperimento non aveva dato i risultati che sperava e cercando di porre rimedio ai suoi errori ha cambiato suo figlio trasformandolo in quello che era adesso. La Milner quindi chiede a Carvel che si possa occupare lei stessa di Brosca, per allontanarla in modo da non interferire con i loro progetti, ma in un dibattito accesso in cui si possono intravedere i veri sentimenti di Carvel per la Milner, lo scienziato afferma che più che di Brosca, ci si sarebbe dovuti occupare di Tom. La Milner torna a casa, trova Tom ubriaco e lo aiuta a farsi un bagno, giunge un suo assistente con cui parla di una fuga di notizie da un laboratorio di Tel Aviv e della decisione di piazzare una bomba su un aereo e di uccidere tutti gli scienziati del laboratorio. Tom è ubriaco ma capisce, fa delle domande alla Milner che però, con freddezza, lo afferra e lo affoga nella vasca da bagno. 
In ospedale, mentre sta nascendo la bambina di Philip e Brosca, la Milner convince lo scienziato a proseguire il suo progetto e gli ricorda dei sacrifici necessari per la riuscita di Utopia: Brosca infatti muore in circostanze misteriose durante il parto e a Carvel viene concesso di tenere la bambina, cui darà il nome Jessica.
Roma, è il 20 marzo del 1979. La scena riprende dall'omicidio di Mino Pecorelli, Carvel dovrà consegnare Utopia entro la fine della settimana. Uscito dall'auto raggiunge la piccola Jessica e le dice di togliersi il giubbotto: sembra l'inizio della sua vita da fuggitiva.
Londra. Un telegiornale britannico mostra gli effetti della crisi. La Milner incontra il suo assistente e questo le rivela che i piani di Carvel sono quelli di informare riguardo al progetto Utopia. La Milner dirà "Non è in grado di distruggere Giano, per questo sta cercando di distruggere me". Per cui la Milner dà direttive all'assistente di occuparsi di risolvere i problemi creati da Carvel.
22 marzo 1979. Sykes, il primo cui erano stati dati i documenti di Carvel riguardanti il Network, è stato assassinato presso l'ambasciata inglese in Olanda. Poco prima però, aveva dato tali documenti a un importante uomo politico inglese, Naeve. La Milner e il suo assistente lo raggiungono, cercando di capire cosa sapesse, e qui si accordano con lui per organizzare e pilotare le nuove elezioni.
Laboratori del Network, Pennsylvania, Three Mile Island. Carvel e Jessica sono in fuga. Vengono raggiunti da un sicario del Network, Omida, che si presenta come colui che torturerà Jessica a suo tempo. Carvel è molto preoccupato e non riesce a darsi pace, così comincia la stesura della graphic novel Utopia.
La scena torna sulla Milner e il suo Assistente. Hanno raggiunto il dottor Isherwood, e cercano di convincerlo a tenere il suo paziente, Broughton, fermo per il giorno della votazione. Isherwood capisce cosa c'è sotto, chiede a un suo servo di chiamare la polizia ma l'Assistente ferma il servo e lo uccide.
Carvel, non troppo lucido, è raggiunto dalla Milner e da Omida. Comincia la tortura su di lui, e poco alla volta riescono a ottenere qualche informazione confusa da Carvel. Scatta l'allarme per un pericolo nucleare, Omida si dirige verso Jessica mentre la Milner cerca di capire cosa è successo. Un uomo di nome Christos giunge in soccorso di Carvel e lo libera, nella baraonda recupera una fiala e corre a soccorrere sua figlia Jessica, uccidendo Omida. Immediatamente dopo inietta il contenuto della fiala in Jessica. Scappando dalla centrale nucleare, Carvel con in braccio Jessica, abbandona Pietre che, ormai adolescente, li guarda disperato protendendo le braccia.  
Intanto in Inghilterra il colpo di stato procede e il telegiornale annuncia che a diventare Primo Ministro potrebbe essere per la prima volta una donna: Margaret Thatcher. Neave intanto è stato ucciso.
L'episodio termina con Christos che porta Carvel in Manicomio e ve lo lascia sotto il nome di Mark Dane. Christos poi fugge via con Jessica mentre Carvel, nella sua stanza, è intento a disegnare Utopia.